# Iginio Straffi

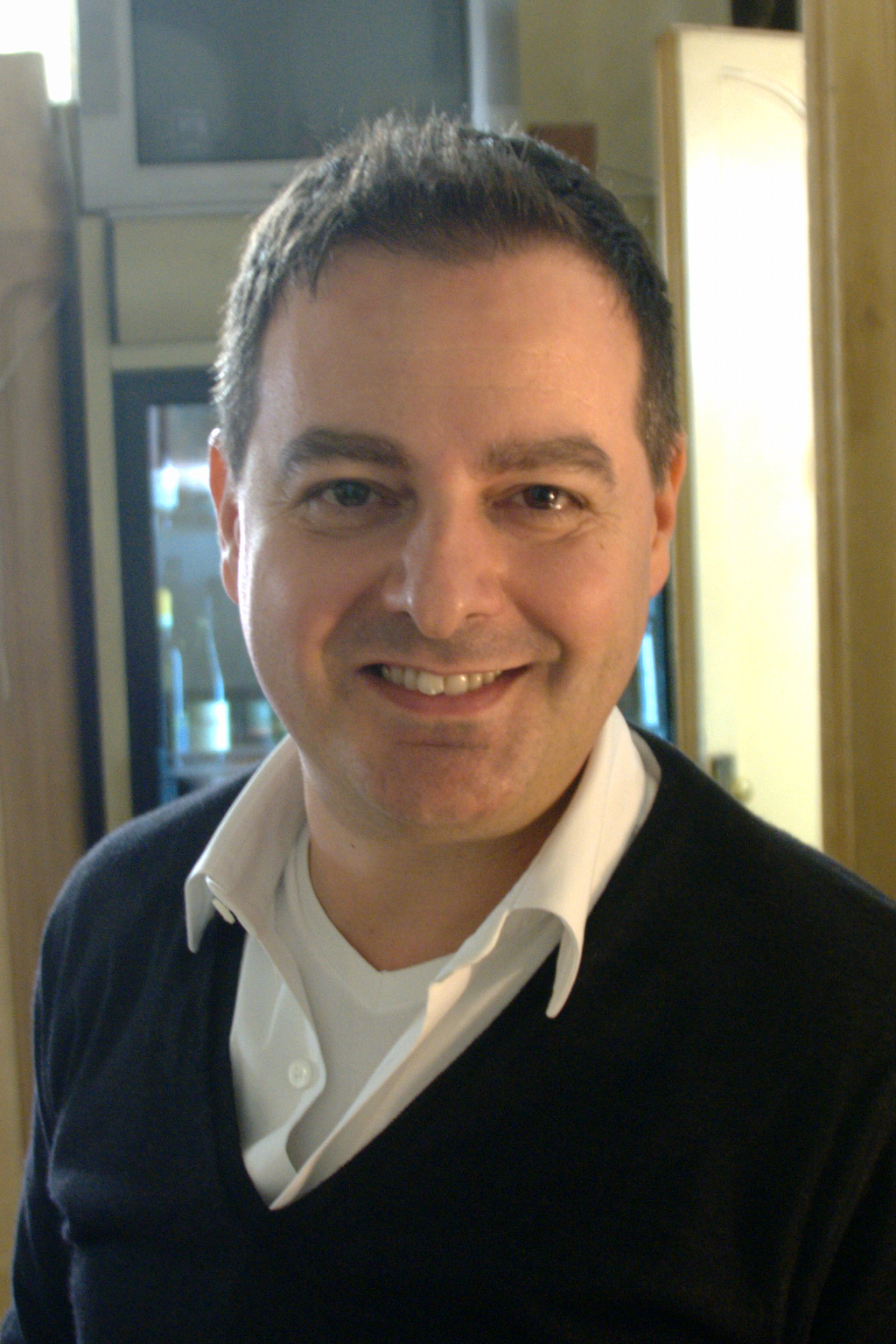
Iginio Straffi op Comics & Games conventie in Lucca in 2009

Iginio Straffi (30 mei 1965, Gualdo, Italië) is de bedenker van onder andere Winx Club. Hij is ook de oprichter en directeur van Rainbow S.p.A., de animatiestudio die deze en andere series uitbrengt.
Straffi is geboren en getogen in de Marche regio in Italië. Hij begon zijn carrière als striptekenaar voor de Italiaanse stripuitgeverij Comics Art en zette deze later voort bij Sergio Bonelli Editore, alwaar hij vooral aan de Nick Raider serie werkte. Zijn werk werd ook gebruikt in de tijdschriften Métal Hurlant en Comic Art. Straffi verhuisde op 27-jarige leeftijd naar Frankrijk, waar hij storyboards maakte, alsmede meerdere geanimeerde televisieseries en films regisseerde.
In 1995 keerde hij terug in de Marche, en richtte daar toen de Rainbow animatiestudio op die aanvankelijk vooral door andere animatiestudio's uitbesteed werk uitvoerde, maar de studio kwam al snel met eigen werk. De eerste reeks was de Tommy en Oscar eerst uitgebracht op cd in 1996, en vanaf 1999 als televisieserie. Zijn  succesvolste product is de Winx Club wordt inmiddels in 139 landen uitgezonden. Naast het hoofdkantoor bij Loreto heeft Rainbow ook kantoren in Rome en in Singapore.